# Nagy Attila Tibor
Nagy Attila Tibor (Fehérgyarmat, 1975. február 4. –) politikai elemző, a Méltányosság Politikaelemző Központ munkatársa volt 2020-ig.

## Életpályája
Nagy István Attila és Fehérvári Flóra gyermekeként született Fehérgyarmaton, 1975. február 4-én. Tanulmányait a nyíregyházi Bessenyei György Tanárképző Főiskolán végezte német-történelem szakon 1997-ben, majd 2002-ben elvégezte a Miskolci Egyetem Állam- és Jogtudományi Karának jogász szakát. A Méltányosság Politikaelemző Központhoz 2007-ben csatlakozott, ahol politikai elemzőként tevékenykedett 2020 december 1-jéig, azóta önálló elemzőként tevékenykedik. Főbb érdeklődési területei: magyar politika, brit, német és szerb belpolitika, valamint a parlamentarizmus vizsgálata. A Magyar Politikatudományi Társaság tagja.
Eddigi legfontosabb médiaszereplése az M1 választási műsorában elemzőként való közreműködése volt a 2014-es magyarországi országgyűlési választás estéjén. A Hír TV Szabadfogás című műsorának egyik állandó vendége volt, de szerepel a Pesti Tv, az M5 vitaműsoraiban és olykor a Klubrádióban, publikál politikai újságokban.

## Publikációi
A szerbiai választások 2008-ban Archiválva 2014. július 14-i dátummal a Wayback Machine-ben
1. rész
http://gondola.hu/cikkek/60490 Archiválva 2014. július 14-i dátummal a Wayback Machine-ben
2. rész
https://web.archive.org/web/20140714152957/http://www.meltanyossag.hu/files/meltany/imce/doc/ip-szerbelnokval2mod-080730.pdf.
A második brit miniszterelnöki TV-vita (Méltányosság Politikaelemző Központ, 2010)
A szerbiai politikai rendszer jelenlegi állapota (Méltányosság Politikaelemző Központ, 2011)
szerb kormány és ellenzéke (Méltányosság Politikaelemző Központ, 2011)
Azem Vllasi és az elszalasztott lehetőség (Nagy Attila Tibor blogja)
Parlamenti sebesség (Méltányosság Politikaelemző Központ, 2011)
A horvát EU-csatlakozás helyzete (Méltányosság Politikaelemző Központ)
Az amerikai törvényhozás vitastílusa (Méltányosság Politikaelemző Központ, 2012)
A német-magyar kapcsolatok (Méltányosság Politikaelemző Központ, 2013)
Orbán uniós rendszere (Népszabadság, 2013)
A baloldaliság újraértelmezése (Méltányosság Politikaelemző Központ, 2013)
Orbán Viktor és a jelentések I. (Méltányosság Politikaelemző Központ, 2013)
Orbán Viktor és a jelentések II. (Méltányosság Politikaelemző Központ, 2013)
A németországi választások tétje (Méltányosság Politikaelemző Központ, 2013)
A németországi választások tanulságai (Méltányosság Politikaelemző Központ, 2013)
Kormányváltók nagygyűlése? (Méltányosság Politikaelemző Központ, 2014)
Paks II. a parlamentben (Méltányosság Politikaelemző Központ, 2014)
A német kormány Ukrajna-politikája (Méltányosság Politikaelemző Központ, 2014)